# Кертис SB2C хелдајвер
Кертис SB2C хелдајвер (енгл. Curtiss SB2C Helldiver) је амерички морнарички обрушавајући бомбардер из периода Другог светског рата. Уведен је као замена за авион  донтлис и кориштен је углавном на Пацифичком ратишту против Јапана. Авион које је први пут полетео 1940. године је производила фабрика Кертис. Посада га је називала енгл. Big-Tailed Beast (великорепа звер) или само енгл. Beast (звер), енгл. Two-Cee и енгл. Son-of-a-Bitch 2nd Class (по његовој ознаци SB2C, а делимично и због проблематичне репутације) . Иако су се производни проблеми наставили и током оперативне употребе, пилоти су убрзо променили своје мишљење о снази Хелдајвера.

## Развој
Хелдајвер је развијен како би заменио авион SBD донтлис. Био је то много већи авион, способан за деловање с најновијих носача авиона тог времена, изузетно добро наоружан, израђен како би задовољио високе захтеве америчке војске.
Варијанта XB2C-1 прототип је првобитно била суочена са малим проблемима везаним везаним за мотор R-2600 и трокраки пропелер, као и са структуралним слабостима. Први прототип полетио је у децембру 1940. године. Исти се срушио у фебруару 1941. године. Од предузећа Кертис је затражена обнова истог уз даља побољшања. Други прототип је такође изгубљен у децембру 1941. године.
Почетак серијске производње је био наручен 29. новембра 1940. године, али с великом бројем измена. Величина репа и стабилизатора је повећана као и капацитет резервоара горива, и наоружање је удвостручено на 4 митраљеза калибра 12,7 mm у крилима. SB2C-2 је грађен са великим резервоарима горива што му је значајно побољшало домет. Програм је трпео многе одлагања, тако да је Граман TBF авенџер ушао у серијску производњу пре Хелдајвера, иако је развој Авенџера почео чак две године касније. Упркос томе производња је започела у три фабрике - у граду Коламбус, у Охају и две Канадске - Ферчајлд еркрафт (енгл. Fairchild Aircraft Ltd) и Канадиан кар енд Фоундри (енгл. Canadian Car and Foundry). Укупно је произведено 7140 примерака авиона Хелдајвер током Другог светског рата.

## Оперативна употреба
Велик број преправки на производним линијама спречило је да Кертис хелдајвер уђе у борбу све до 11. новембар 1943. године када су Хелдајвери из ескадриле VB-17 са носача авиона Ју-ес-ес Банкер Хил (ЦВ-17) напали јапанско утврђење у луци Рабаул, на острву Нова Британија, северно од Папуе Нове Гвинеје. Упркос томе и даље су постојали многи проблеми са авионом, што је узроковало незадовољство посада јер је исти био пуно већи и тежи од Донтлиса којег је требало да замени. Узроци проблема због којих Хелдајвер није био омиљен су били у томе што је био слабији, с мањим долетом него Донтлис и због тога што је био опремљен неадекватним електричним системом. Сложен хидраулични систем је често стварао проблеме при одржавању.
Проблеми су у великој мери у потпуности разрешени до уласка верзије SB2C-4 у службу. Посаде су почеле ценити његове способности, по којима је могао да држи корак с пратећим ловцима, да понесе велики терет бомби и да прелази велике раздаљине. Хелдајвери су учествовали у биткама на Маријанским острвима, у заливу Лејте (где су делом одговорни за потапање јапанског бојног брода Мусаши, на Тајвану и Окинави у операцији „Тен-Го“ тј. потапању бојног брода Јамато).
Након рата одређени број авиона је продат морнарицама Француске, Италије, Грчке, Португала и Тајланда.

### 
А-25 је била армијска верзија, произвођена у Кертисовој фабрици у Сент Луису. 900 авиона је наручено за USAAF под ознаком А-25А Shrike. Првих 10 авиона су имали преклопна крила, док остали примерци нису. А-25А је имао многе промене у односу на Хелдајвера, као што су већи предњи точкови, пнеуматични задњи точак, дуже издувне цеви и сличне преправке којима се авион прилагођавао захтевима копнене војске. Да краја 1943. године када је авион улазио у оперативну употребу, војска више није имала потребу за обрушавајући бомбардерима. Авиони су понуђени аустралијској војсци, али је само 10 примерака откупљено. 410 авиона је пребачено маринцима. Исти су преправљени у SB2C-1, али никада нису видели борбу у маринским јединицама, већ су првенствено коришћени за обуку. Остали примерци су преправљени у авионе за обуку или за тегљење мета.
Сличан сценарио доживели су и британски Хелдајвери. Укупно 26 авиона је достављено Краљевској морнарици под називом Хелдајвер I. Након незадовољавајућих тестова ниједан од њих није упућен у борбу.

## Корисници
- Аустралија
- Уједињено Краљевство
- Грчка
- Италија
- Португалија
- САД
- Тајланд
- Француска